# ایکس فاکتور: سلبریتی
ایکس فاکتور : سلبریتی برنامه‌ تلویزیونی بریتانیایی است. این برنامه، نسخه ویژه سلبریتی‌ها از‌ سری برنامه‌های ایکس فاکتور است که در ۱۲ اکتبر ۲۰۱۹ در آی‌تی‌وی پخش شد. این برنامه، نسخه اصلاح‌شده از برنامه مشابه در سال ۲۰۰۶ با نام  ایکس فاکتور : نبرد ستارگان است. سایمون کاول ، نیکول شرزینگر و لوئیس والش داوری این برنامه را بر عهده داشتند، درمو اولیری سریال را ارائه کرد و ویک هوپ میزبان Xtra Bites در یوتیوب بود.
فرمت این سریال در سال ۲۰۱۹ و پس از انعقاد قرارداد ایکس فاکتور تا سال ۲۰۲۰ اعلام شد  ترکیب سلبریتی‌ها در ۳۰ سپتامبر ۲۰۱۹ اعلام شد. در 30 نوامبر، مگان مک‌کنا با ۴۶/۳ درصد آرا برنده شد و مکس و هاروی در جایگاه دوم و جنی رایان در جایگاه سوم قرار گرفتند.